# Eurhythma callipepla
Eurhythma callipepla là một loài bướm đêm trong họ Crambidae.